# Hemisus guttatus
Hemisus guttatus är en groddjursart som först beskrevs av Rapp 1842.  Hemisus guttatus ingår i släktet Hemisus och familjen Hemisotidae. Inga underarter finns listade i Catalogue of Life.
Detta groddjur förekommer med flera små populationer i östra Sydafrika och kanske i Eswatini. Arten lever i låglandet och i bergstrakter upp till 1000 meter över havet. Hemisus guttatus vistas i fuktiga savanner och buskskogar. Den hittas ofta i pölar nära floder. Exemplaren gräver ofta i marken. Grodynglen uppsöker närmaste vattenställe för utvecklingen.
Beståndet hotas av landskapsförändringar när odlingsmark etableras. Introducerade växter kan förbruka vattnet. IUCN kategoriserar arten globalt som nära hotad.